# 吉良佳子 (射撃選手)
吉良 佳子（きら よしこ、1972年11月14日 - ）は、日本の射撃選手。結婚後の姓は三浦（みうら）。
千葉県出身。1996年アトランタオリンピック代表。千葉県立佐倉南高等学校卒業。

## 略歴
高校時代は茶道部に所属していた。20歳のときクレー射撃を始め、3年後の1996年に初の五輪であるアトランタオリンピックに出場。クレー射撃ダブルトラップで6位入賞した。1998年には全日本女子選手権大会のダブルトラップで優勝。
その後、結婚して姓が三浦に変わる。
現在は、ゴルフを趣味に活動している。グロスは120。ショットは安定している。
尚、年齢はいつでも20代である。